# Scenopinus verrucosus
Scenopinus verrucosus är en tvåvingeart som beskrevs av Miguel Carles-Tolrá 2001.
Scenopinus verrucosus ingår i släktet Scenopinus och familjen fönsterflugor. Artens utbredningsområde är Spanien. Inga underarter finns listade i Catalogue of Life.